# Jacques Collard
Pour les articles homonymes, voir Collard.
Œuvres principales
Hello, Dolly! (1972)
Les Enfants du silence (1993)
Ladies' Night (2001)
Jacques Collard est un restaurateur, acteur et dramaturge belge, né le 1er août 1931 à Élisabethville (aujourd'hui Lubumbashi) au Congo belge (actuelle République démocratique du Congo) et mort le 26 mars 2023 dans le 16e arrondissement de Paris. 
Il est l'auteur - seul ou en collaboration - d'une vingtaine d'adaptations théâtrales dont Les Enfants du silence (1993) et Ladies' Night (2001), couronnées respectivement du Molière de l'adaptateur et du Molière du meilleur spectacle comique.

## Biographie

### Jeunesse
Jacques Collard est le fils de Louis Collard, directeur à la Poste belge, et de Nelly Eiffling. Il passe par le collège de Godinne, l'Athénée de Saint-Gilles et l'Université libre de Bruxelles. Il commence par être journaliste en 1952 et 1953 au journal satirique belge Pourquoi pas ?.

### Carrière
Ami des stars et proche notamment de Thierry Le Luron et de Jean Marais, Jacques Collard a géré plusieurs de leurs restaurants : La Goulue (1969), L'Orangerie avec Jean-Claude Brialy, Le Chamarret (1972), Le Wall Street (1980), L'Orée du bois,, etc.
Il a également dirigé l'Espace Cardin de 1984 à 1992.

### Mort
Jacques Collard meurt à l'âge de 91 ans le 26 mars 2023 à Paris.

## Théâtre
- 1972 : Hello, Dolly!, comédie musicale de Jerry Herman et Michael Stewart (en), adaptation française de Jacques Collard, Marc-Cab et André Hornez,  Grand Théâtre de Nancy puis théâtre Mogador
- 1978 : Ceux qui font les clowns[7] d'après Michael Stewart, Espace Cardin
- 1981 : Barnum, comédie musicale de Cy Coleman, Mark Bramble et Michael Stewart, adaptation française de Jacques Collard et Charles Level, Cirque d'Hiver Bouglione (repris en 1993 au théâtre des Célestins)
- 1983 : Tanzi ou la Guerre des sexes, spectacle musical de Claire Luckham, adaptation française de Jacques Collard, théâtre de l'Escalier d'or
- 1983  : Le soleil n'est pas aussi chaud qu'avant d’Aldo Nicolaï, adaptation française de Jacques Collard, théâtre du Tourtour puis théâtre Tête d'or et théâtre de Boulogne-Billancourt
- 1985 : Class Enemy de Nigel Williams (en), traduction française de Jacques Collard, adaptation de Jean-Michel Dupuis, Théâtre national populaire (Villeurbanne) puis Espace Cardin
- 1985 : Le Chat de la Saint-Sylvestre de James Kirkwood, adaptation française de Jacques Collard, théâtre Mouffetard
- 1987 : Le Chariot d'Elseneur, comédie musicale de Jean Mallet, Michel Morizot et Christine Bouvier d'après Michael Stewart, adaptation de Jacques Collard, théâtre de la Mer (Sète)
- 1990 : Quelques jours avant Pâques d'après Michael Wilcox, adaptation française de Jacques Collard et Pierre-Jean Laurant, théâtre Mouffetard
- 1992 : Les Enfants du silence d'après Mark Medoff, adaptation française de Jacques Collard et Jean Dalric, théâtre Mouffetard puis théâtre Le Ranelagh et théâtre des Célestins
- 2001 : Ladies' Night (en) d’Anthony McCarten et Stephen Sinclair d'après le film The Full Monty[8], adaptation française de Jacques Collard, Alhambra
- 2002 : Le Limier d'après Anthony Shaffer, adaptation française de Jacques Collard, théâtre de la Madeleine puis tournée
- 2007 : Love! Valour! Compassion! de Terrence McNally, adaptation française de Jacques Collard et Jean Dalric, théâtre de la Porte-Saint-Martin
- 2007 : Cabaret [9], Folies Bergère
- 2008 : Les Demoiselles d’Avignon de Jaime Salom, adaptation française de Jacques Collard et Nicolas Laugero-Lasserre, théâtre Rive-Gauche
- 2010 : Moi, Orson Welles et Don Quichotte d'après Richard France, adaptation française de Jacques Collard et Armand Delcampe, Festival royal de théâtre de Spa et tournée en Belgique
- 2010 : Footloose, comédie musicale de Tom Snow et Dean Pitchford d'après le film homonyme, adaptation française de Jacques Collard et Nicolas Laugero-Lasserre, Espace Cardin puis tournée

## Filmographie

### Cinéma
- 1972 : What a Flash! de Jean-Michel Barjol
- 1986 : Banana's Boulevard de Richard Balducci
- 1988 : Corps z'à corps d'André Halimi : le réceptionniste
- 1999 : La Neuvième Porte de Roman Polanski : Gruber
- 2001 : Change-moi ma vie de Liria Bégéja : l'acteur à l'agence artistique
- 2002 : Ma femme s'appelle Maurice de Jean-Marie Poiré
- 2003 : Les Gaous d'Igor Sékulic : le producteur
- 2004 : Grande École de Robert Salis : un invité
- 2004 : Pédale dure de Gabriel Aghion : le concierge du Plaza
- 2007 : Pars vite et reviens tard de Régis Wargnier : Gardien Marianne
- 2009 : Mensch de Steve Suissa : M. Bergen
- 2012 : Un Marocain à Paris de Saïd Naciri
- 2016 : Le Secret de la chambre noire de Kiyoshi Kurosawa : Louis

### Télévision

#### Téléfilms
- 1991 : Mamie by Night: Marathon Girl de Bernard Dumont : René Louis
- 1993 : Les Noces de carton de Pierre Sisser : le patron du café
- 1993 : Un soleil pour l'hiver de Laurent Carcélès : Dino
- 1996 : Le Rêve d'Esther de Jacques Otmezguine : Monsieur Dumas
- 2005 : Jaurès, naissance d'un géant de Jean-Daniel Verhaeghe : Charles Floquet
- 2007 : Monsieur Max de Gabriel Aghion : l'homme au cabaret
- 2009 : Folie douce de Josée Dayan : le vieux de la piscine
- 2009 : Un homme d'honneur de Laurent Heynemann : le directeur de la banque
- 2012 : Simone Simon, la rebelle : lui-même
- 2016 : Thierry Le Luron, l'humour de ma vie : lui-même

#### Séries télévisées
- 1986 : La Griffe du destin de Douglas Hickox : le capitaine chez Maxim's
- 1999 : Élisa, Top Model, épisode Règlement de comptes (1.26) de Philippe Layani
- 2003 : Les Enquêtes d'Éloïse Rome, épisode Prise de tête (3.3) de Vincent Monnet : le joaillier
- 2003 : Dangerous Liaisons de Josée Dayan : le médecin de la clinique
- 2003 : Les Thibault de Jean-Daniel Verhaeghe : le coiffeur
- 2007 : Les Bleus : Premiers pas dans la police, épisode Hôtels particuliers (1.5) de Didier Le Pêcheur : le réceptionniste du palace
- 2008-2010 : Nicolas Le Floch d'Edwin Baily et Nicolas Picard-Dreyfuss : le vieil huissier (5 épisodes)
- 2009 : Joséphine, ange gardien, épisode Les Majorettes (12.5) de Philippe Monnier : Henri
- 2010 : Une famille formidable, épisode Retour aux sources (8.3) de Joël Santoni : le vieux monsieur
- 2013 : Un jour, un destin : lui-même

## Écrits
- Charles Counhaye : l'homme seul, Oostende, Erel, 1973
- Des paillettes au creux des rides, Zélie, 1993
- Les Années Thierry, en collaboration avec Jacques Pessis, Michel Lafon, 1996
- Mémoire de Thierry Le Luron, biographie en collaboration avec Pascal Djemaa, éd. Autre temps, 2006
- Ma route semée d'étoile, France Europe Éditions, 2007[10].

Traductions
- Le Limier d'Anthony Shaffer, éd. du Laquet, 1994
- Peter Ibbetson de George du Maurier, en collaboration avec Lucienne Escoube, l'Or des fous, Nyons, 2005

## Distinctions
- Belgique : Officier de l'ordre de la Couronne (4 septembre 2014)

### Récompenses
- Molières 1993 : Molière de l'adaptateur pour Les Enfants du silence, partagé avec Jean Dalric
- Molières 2001 : Molière du meilleur spectacle comique pour Ladies' Night (en)

### Nominations
- Molières 2007 : Molière de l'adaptateur pour Cabaret, partagé avec Éric Taraud